# Hách Phú Thân
Hách Phú Thân (tiếng Trung: 郝富申; bính âm: Hǎo Fùshēn, sinh ngày 17 tháng 11 năm 1999) là một nam diễn viên, người Trung Quốc. Anh được biết đến rộng rãi nhờ vai diễn Du Lượng trong bộ phim Kỳ Hồn (tên tiếng trung 棋魂 2020, dựa theo bộ truyện tranh và series phim hoạt hình nổi tiếng của Nhật Bản Hikaru No Go). Bộ phim anh đóng có sức ảnh hưởng lớn và xếp hạng thứ 4 những bộ phim truyền hình được yêu thích trên Douban (豆瓣).

## Tiểu sử
Hách Phú Thân, sinh ngày 17 tháng 11 năm 1999 tại Đại Liên, Linh Niêu, Trung Quốc. Từ nhỏ Hách Phú Thân đã đam mê với nghề diễn viên điện ảnh.
Năm 2017, anh đã trúng tuyển Cử nhân thuộc khoa Nghệ thuật biểu diễn của Học viện điện ảnh Bắc Kinh.
Mặc dù mới là sinh viên nhưng anh đã đạt nhiều thành tích xuất sắc, tham gia nhiều vai diễn nhỏ cùng các hoạt động tích cực ở trường. Nhiều đạo diễn đã mời anh tham gia đóng phim.
Điển hình, năm 2018 anh đã được đóng vai nam chính trong bộ phim truyền hình "Thiếu Nữ Lấp Lánh" (công chiếu năm 2019).
Năm 2019, chính thức bước vào con đường sự nghiệp trong làng giải trí, anh được đạo diễn Lưu Sướng đề cử vào vai Du Lượng trong phim truyền hình "Kỳ Hồn" (công chiếu năm 2020).
Cả hai bộ phim này đều được cập nhật trên trang IMDB, phim Thiếu Nữ Lấp Lánh có vẻ là bộ phim đầu tay nên không có sức hút chưa được bình chọn. Bộ phim thứ hai, Kỳ Hồn đã có rất nhiều phiếu bình chọn và đang có số điểm là 8.4 sao.
Sau vai diễn Du Lượng trong bộ phim Kỳ Hồn. Hách Phú Thân mới được nhiều người đón nhận và rất nhiều lần xuất hiện trên trang tin News của Tencent  và báo nhân dân Trung Hoa vì khả năng diễn xuất của mình.

## Sự nghiệp

### 2017: Gia nhập làng giải trí
Năm 2017, anh đã trúng tuyển Cử nhân thuộc khoa Nghệ thuật biểu diễn của Học viện điện ảnh Bắc Kinh. Bắt đầu con đường sự nghiệp từ những vai diễn nhỏ trong các vở kịch ở trường và cung văn hóa.

### 2018 - 2019: Con đường thành công
Từ cuối năm 2018 đến năm 2019, anh được đạo diễn Vương Nhiễm (王冉) chọn đóng vai nam chính trong phim Thiếu Nữ Lấp Lánh (tên tiếng trung là 闪光少女, tên tiếng Anh là Our Shining Days công chiếu vào năm 2019).
Trong phim anh là một anh chàng "Tóp Mỡ" bạn thân của nữ chính trong bối cảnh một Học viện Nhạc. Một anh chàng không có ngoại hình nổi bật, theo đuổi cô bạn thanh mai trúc mã của mình. Đồng thời tập hợp một nhóm bạn bè có tài năng về Nhạc Cụ Cổ Truyền Trung Hoa để thực hiện ước mơ, đóng góp tài năng và phát triển của ngành nhạc dân gian và cổ truyền Trung Hoa.

### 2019 - đến nay: Thành công đột phá
Năm 2019, anh được đạo diễn Lưu Sướng (刘畅) chọn đóng vai một kỳ thủ cờ vây chuyên nghiệp Du Lượng (Yu Liang) trong phim truyền hình "Kỳ Hồn" (棋魂). Bộ phim dựa trên manga và anime nổi tiếng Hikaru No Go của Nhật Bản. Với nguyên tác là Touya Akira - một thần đồng cờ vây từ nhỏ, trong bản cải biên của Trung Quốc, anh đã thể hiện thần thái và khí chất cũng như tài năng của kỳ thủ cờ vây. Được nhiều người yêu thích cờ vây và kỳ thủ cờ vây Trung Quốc đón nhận.
Bối cảnh phim khắc họa lên cuộc sống hiện đại khiến nhiều người quên lãng đi cờ vây đã có từ xa xưa, thậm trí có người còn không biết đến đất nước lịch sử Trung Hoa đã từng có cờ vây. Bộ phim mang lại sức ảnh hưởng và tiếng vang lớn đến bộ môn cờ vây hiện nay. Ngành giải trí bộ môn cờ hiện nay có thêm sinh khí mới.
Bộ phim đã lọt TOP 4 trong những phim truyền hình được yêu thích trên xếp hạng Douban (豆瓣). Tác giả gốc Obata Takeshi của tiểu thuyết Hikaru No Go cũng đã gửi thư chúc mừng sau khi công chiếu phim. Cùng với sự nổi tiếng của phim, qua vai diễn này anh đặc biệt nổi trội và được rất nhiều bạn trẻ và fan hâm mộ biết đến.
Sau khi phim Kỳ Hồn hoàn thành công chiếu, Hách Phú Thân được vinh dự làm khách mời cho lễ trao giải cờ vây năm 2020, trực tiếp tặng hoa và đại diện trao giải thưởng cho nữ kỳ thủ cờ vây chuyện nghiệp 9 đẳng Nhuế Nãi Vĩ (Rui Naiwei).

## Phim ảnh

### Phim truyền hình
| Năm sản xuất | Ngày phát sóng | Tên phim tiếng Việt    | Tên phim tiếng Trung | Tên phim tiếng Anh | Vai Diễn  | Ghi Chú Vai Diễn      |
| ------------ | -------------- | ---------------------- | -------------------- | ------------------ | --------- | --------------------- |
| 2018         | 16/12/2019     | Thiếu Nữ Lấp Lánh      | 闪光少女             | Our Shining Days   | Nam Chính | nam bạn thân "Tóp Mỡ" |
| 2019         | 27/10/2020     | Kỳ Hồn - Kỳ Thủ Cờ Vây | 棋魂                 | Hikaru No Go       | Nam Chính | Du Lượng (Yu Liang)   |

### Hoạt động xã hội
| Năm  | Ngày tham gia | Tên hoạt động                      | Vai trò   | Ghi chú                                                        |
| ---- | ------------- | ---------------------------------- | --------- | -------------------------------------------------------------- |
| 2020 | 04/12/2020    | Lễ trao giải nữ kỳ thủ cờ vây 2020 | Khách mời | Làm khách mời tham gia trao giải cho các nữ kỳ thủ cờ vây 2020 |

## Giải thưởng
| Tên Giải thưởng                             | Ngày phát sóng (Ngày/Tháng/Năm) | Hạng mục | Tác phẩm | Kết quả | Ref.   |
| ------------------------------------------- | ------------------------------- | --- | -------- | ------- | ------ |
| Giải thưởng phong cách do Sina tổ chức 2020 | 14/12/2020                      | Giải thưởng nhà thiết kế thời trang sáng tạo của năm. (郝富申为领奖嘉宾王笑石颁发2020风格大赏“年度风格创新时装设计师”奖) | NA       | Đề Cử   | [ 17 ] |